# Габор Алфред Фехервари
Габор Алфред Фехервари, познат под уметничким именом Фреди (мађ. Gábor Alfréd Fehérvári; Freddie; Ђер, 8. април 1990) мађарски је поп, поп-рок и R&B певач. У својој земљи постао је познат након освајања 4. места у првој сезони талент такмичења Rising Star (сезона 2014/15). Са песмом Pioneer убедљиво је победио у финалној емисији националног избора Мађарске за песму Евровизије (A Dal 2016) одржаној 27. фебруара 2016. и на тај начин добио прилику да представља Мађарску на Песми Евровизије 2016. у Стокхолму.
Пре него што је почео да се бави музиком Габор је студирао економију, а једно време је радио и као економски саветник у Ђеру. На почетку каријере свирао је гитару у мањим бендовима. Први сингл објавио је у лето 2015, а песма Mary Joe коју је урадио у сарадњи са Андрашом Калај Саундерсом постала је летњи хит те године. Под уметничким именом Фреди наступа од јесени 2015. године.